# (24835) 1995 SM55
(24835) 1995 SM55 является транснептуновым объектом расположенным в поясе Койпера.

## Открытие
Объект был обнаружен 19 сентября 1995 года Николаем М. Данзлом.

## Происхождение
На основе данных о поглощениях в ИК диапазоне и нейтральной в видимом спектре, удалось выяснить, что объект предположительно состоит из водяного льда. Он объединён в группу объектов пояса Койпера с (19308) 1996 TO66, (55636) 2002 TX300, (120178) 2003 OP32 и (145453) 2005 RR43.